# Catedral de San José (Sioux Falls)
La Catedral de San José  (en inglés: St. Joseph Cathedral) es una catedral católica ubicada en Sioux Falls, Dakota del Sur, Estados Unidos. Es la sede de la diócesis de Sioux Falls.
La catedral de San José remonta su historia al establecimiento de la Iglesia de San Miguel, primera parroquia católica de Sioux Falls.Fue fundada en 1881 y un edificio de madera fue construido para la iglesia. Dos años más tarde una iglesia de ladrillo más grande fue construida. Se convirtió en la Pro-Catedral cuando el obispo Martin Marty, que era vicario apostólico del territorio de Dakota, llegó a Sioux Falls en 1889. El 12 de noviembre del mismo año el Papa León XIII estableció la Diócesis de Sioux Falls, y St. Michael se convirtió en la catedral de la nueva diócesis.
Obispo Thomas O'Gorman sucedió al obispo Marty en 1896 y esa momento el solicitó una nueva y más grande catedral. La construcción de la nueva catedral se inició en 1915. El arquitecto encargado Masqueray murió en 1917 y la escasez durante la Primera Guerra Mundial desaceleró la construcción. Edwin Lundie, asistente del jefe de Masqueray, se hizo cargo del proyecto. La primera misa en la catedral inacabada se llevó a cabo el 8 de diciembre de 1918, y se dedicó después de su finalización, el 7 de mayo de 1919.

## Véase también

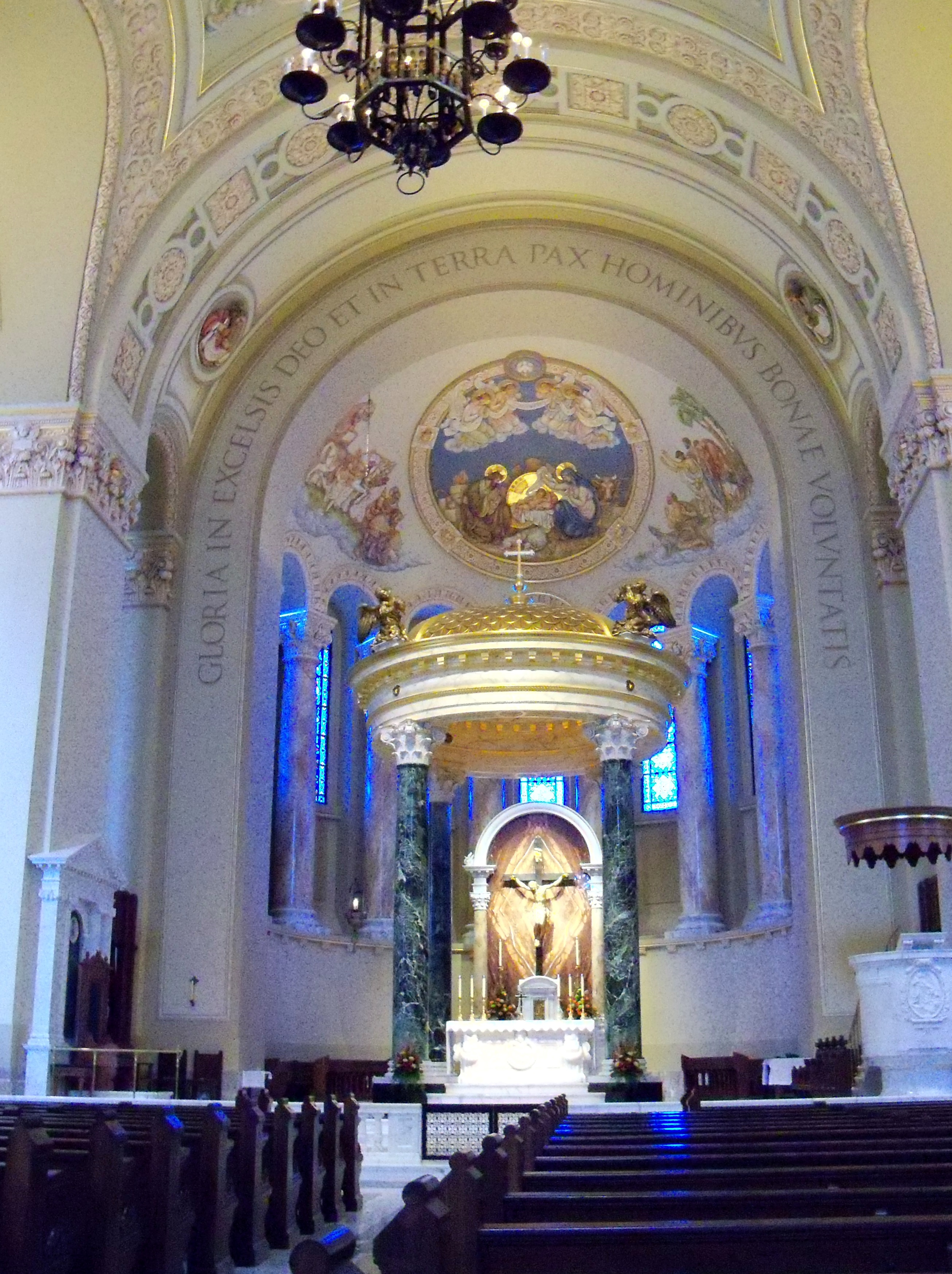
Vista interna